# Gelcoat
Il Gelcoat è una sostanza a base di resina poliestere o epossidica utilizzata per creare lo strato esterno di prodotti realizzati con materiali compositi di fibre (vetroresina e varie tipologie).
Rende impermeabile il prodotto finale, aiuta l'estrazione dallo stampo e ne garantisce l'aspetto estetico oltre che fornire la colorazione.
Viene spalmato con pennello o spruzzato sullo stampo con spessore compreso tra 0.5 e 0.8 mm; successivamente viene applicato il composito strutturale.
Se applicato su di un materiale composito già esistente, deve essere aggiunta della paraffina che risale sugli strati esterni dopo polimerizzazione e crea una barriera all'umidità dell'aria, aiutando l'indurimento degli strati superficiali.